# Инсула-Банулуй
Культура Инсула-Банулуй — археологическая культура позднего бронзового века. Иногда именуется в археологической литературе группа Остров (островская группа). Вместе с бабадагской культурой (Добруджа) и культурой Козя (Молдавия), а также локальными группами на территории Болгарии образует общий культурный круг.

## Происхождение
Данная культура сформировалась на территории вдоль Дуная, ниже Железных ворот. На её возникновение оказали влияние элементы культуры Гырла-Маре.

## Хронология и область распространения
Культура Инсула-Банулуй датируется гальшатским периодом A2 и B1. Область её распространения охватывала острова на Дунае, юго-западную Олтению, достигая на правом берегу Дуная Сербии вплоть до Ниша и Болгарии до с. Долни-Лом.

## Поселения
Население культуры Инсула-Банулуй проживало в поселениях, внутри которых сооружались 4-угольные дома шестово-рамной конструкции, а также выкапывались ямы. Кроме того, иногда обитали в пещерах.

## Погребения
Не обнаружено ни одного некрополя культуры Инсула-Банулуй, что свидетельствует о наличии некоторого погребального обряда, не оставлявшего следов. Исключением является единственный археологический памятник — некрополь в окрестностях г. Крайова в Румынии, где обнаружены кремированные останки, помещённые в небольшие сосуды на ножках, с выпуклым орнаментом и в четырёхугольные миски. Этот некрополь датируется Гальштатом A, для него выделяется особая группа Исальница.

## Инвентарь
Распространёнными формами являются сосуды-амфоры, миски, небольшие сосуды, украшенные полосками, кубки и черпаки. В керамике указанной культуры доминирует орнамент в виде каннелюр и выступов, что напоминает орнамент гавской культуры. Помимо этого, встречается также штампованный орнамент в виде концентрических окружностей и отверстий, псевдошнуровой орнамент и полосы в виде буквы «s».